# Intuicionismo
Na filosofia da matemática, intuicionismo ou neointuicionismo (em oposição ao pré-intuicionismo) é uma abordagem à matemática de acordo com a atividade mental construtiva dos humanos.
Qualquer objeto matemático é considerado um produto da construção de uma mente e, portanto, a existência de um objeto é equivalente à possibilidade de sua construção. Isto contrasta com a abordagem clássica, que afirma que a existência de uma entidade pode ser provada através da refutação da sua não-existência. Para os intuicionistas, isto é inválido; a refutação da não existência não significa que é possível achar uma prova construtiva da existência. Como tal, intuicionismo é uma variedade de construtivismo matemático, mas não a única.
O intuicionismo faz a validade de um enunciado matemático ser equivalente a ele ter sido provado. Que outros critérios podem existir para a verdade (um intuicionista argumentaria) se os objetos matemáticos são meramente construções mentais?
Isto significa que um intuicionista pode não achar que um enunciado matemático tenha o mesmo significado que um matemático clássico atribuiria. Por exemplo, dizer A ou B, para um intuicionista, equivale a dizer que ou A ou B pode ser provado. Em particular, a lei do terceiro excluído, A ou não A, é rejeitada, pois não se pode assumir que é sempre possível provar ou o enunciado A ou sua negação. (Veja também lógica intuicionista).
O intuicionismo também rejeita a abstração de infinito real; isto é, ele não considera como objetos dados entidades infinitas como o conjunto de todos os números naturais ou uma sequência arbitrária de números racionais. Isto requer a reconstrução das fundações da teoria dos conjuntos e do cálculo, chamadas de teoria dos conjuntos construtivista e análise construtivista, respectivamente.

## Contribuidores do intuicionismo
- Henri Poincaré
- L. E. J. Brouwer
- Arend Heyting
- Stephen Kleene
- Michael Dummett

## Ramos da matemática intuicionista
- Lógica intuicionista
- Aritmética intuicionista
- Teoria dos tipos intuicionista
- Teoria dos conjuntos intuicionista
- Cálculo intuicionista